# Cteniscus dorsalis
Cteniscus dorsalis är en stekelart som beskrevs av Cresson 1864. Cteniscus dorsalis ingår i släktet Cteniscus och familjen brokparasitsteklar. Arten är reproducerande i Sverige. Inga underarter finns listade i Catalogue of Life.